# .xyz
.xyz és un domini de primer nivell genèric. Es va proposar al Programa de nous dominis de primer nivell de l'ICANN, i va estar disponible per al públic en general el 2 de juny del 2014. L'empresa XYZ, propietària d'altres extensions com .college o .rent, és el principal registrador d'aquest domini, juntament amb CentralNic. Després que Alphabet, la nova empresa matriu de Google, registrés un domini .xyz, la demanda d'aquesta extensió es va triplicar. CentralNic va afirmar llavors que el .xyz era el nou domini de primer nivell més popular.